# Чангзе
Чангзе (Changtse) (7543 м) — в перекладі з тибетської мови — «Північний Пік», вершина що розташована між льодовиками Головний і Східний Ронгбук, в хребті Махалангур-Гімал, в центральній частині Гімалаїв, в Тибеті на північ від Евереста (8848 м) і з'єднується з ним знаменитим Північним сідлом (7020 м). Пік Чангзе замикає з північного заходу долину Каншунг, обмежену з півдня величними вершинами — Еверест, Лхоцзе, Чомо-Лонзо, Макалу. Чангзе є 45-ю по висоті вершиною світу.
Льодовик Чангзе впадає в Східний Ронгбук. На ньому розташовано третє за висотою (за деякими даними) озеро в світі.